# KTM RC250GP
KTM RC250GP – motocykl prototypowy zaprojektowany przez austriacką firmę KTM, specjalnie na potrzeby najniższej kategorii MMŚ, Moto3, tam też bierze udział od 2012 roku.

## Historia powstania RC250GP
Zanim kategorię 125cm3 zastąpiła Moto3, KTM nie cieszyła się dużym uznaniem ze strony właścicieli zespołów, to dopiero wtedy, po ogłoszeniu nowego regulaminu, Austriacy mogli pokazać pełnię swoich możliwości. Zgodnie z tym, co uzgodniono, żaden z uczestniczących w mistrzostwach producentów, nie mógł użyć silnika motocrossowego o pojemności 250cm3, dlatego też KTM musiał zaprojektować całkowicie nową jednostkę napędową.
Konstruktorem silnika był doświadczony inżynier, Kurt Trieb, znany m.in. z budowy jednostki V4 dla KTM-a w MotoGP, całość wykonano w siedzibie firmy, która znajduje się w Mattighofen.

### 2012
Pierwsze starcie z Hondą i Mahindrą zdecydowanie wygrał KTM, tytuł mistrzowski trafił w ręce teamu Red Bull KTM Ajo i Sandro Cortese, wicemistrzem natomiast został inny zawodnik na motocyklu tej produkcji, Luis Salom. KTM zdominował konkurencję, a to spowodowało, że wiele teamów zaczęło zastanawiać się nad porzuceniem swoich Hond na rzecz RC250GP.

### 2013
Drugi rok z Moto3 nie przyniósł wielkich zmian, KTM nadal utrzymywał przewagę nad Japończykami, którzy nawet nie próbowali modernizować swojej Hondy, 6 pierwszych miejsc klasyfikacji generalnej przypadło Austriakom na czele z mistrzem świata, Maverickiem Vinalesem.

### 2014
W trzecim sezonie RC250GP ugruntował swoją pozycję na padoku, konstrukcja ta stanowiła zdecydowaną większość.

## Specyfikacja KTM RC250GP 2013
| Nazwa modelu                                                             | RC250GP                                                                                         |
| Typ modelu                                                               | M32                                                                                             |
| Całkowita długość x Całkowita szerokość x Całkowita wysokość (w metrach) | 1.809×0.560×1.037                                                                               |
| Rozstaw osi                                                              | 1210 mm                                                                                         |
| Prześwit                                                                 | 6 mm (możliwość regulacji)                                                                      |
| Wysokość siedzenia                                                       | 760 mm                                                                                          |
| Masa własna                                                              | 82kg                                                                                            |
| Pojemność baku                                                           | około 10,5 litrów                                                                               |
| Silnik                                                                   | czterosuwowy, jednocylindrowy DOHC, chłodzony cieczą                                            |
| Pojemność                                                                | 249.5cm3                                                                                        |
| Średnica i skok tłoka                                                    | 81.0×48.5                                                                                       |
| Moc maksymalna                                                           | 37/13,000                                                                                       |
| Maksymalny moment obrotowy                                               | 28/11.000                                                                                       |
| Rodzaj skrzyni biegów                                                    | Skrzynia kasetowa, 6-stopniowa                                                                  |
| Sprzęgło                                                                 | Wielotarczowe, mokre                                                                            |
| System smarowania                                                        | Sucha miska olejowa, 1 pompa ciśnieniowa, 2 pompy ssące                                         |
| Rozmiar opon                                                             | Przód: Dunlop 95/75-R17, Tył: 115/75-R17                                                        |
| Hamulce                                                                  | Przód: Brembo 290mm Tył: 190mm                                                                  |
| Zawieszenie                                                              | Przód: widelec WP USD RCMA 3548, możliwa Tył: amortyzator WP BAVP 4618                          |
| Rama                                                                     | Kratownicowa, stalowa, z możliwością zmiany punktu mocowania wahacza oraz regulacją główki ramy |